# 哈特格斯数
在数学特别是公理化集合论中，哈特格斯数（Hartogs number）是一类特殊的基数。它由弗里德里希·哈特格斯（Friedrich Hartogs）在1915年从策梅洛-弗兰克尔集合论中单独导出（没有使用选择公理），用于证明对任意给定的良序集，至少有一个良序集的基数大于它。
然而，要构造哈特格斯数其实并不需要从良序集出发：对任意集合{\displaystyle X}，与之对应的哈特格斯数是不与{\displaystyle X}的任何子集等势的最小序数{\displaystyle \alpha }。如果{\displaystyle X}并非良序的话，我们其实不能说{\displaystyle \alpha }一定是势大于{\displaystyle X}的最小良序集；但是，我们仍然可以确定{\displaystyle \alpha }的势至少不小于——或者说大于等于——{\displaystyle X}的势。从{\displaystyle X}到{\displaystyle \alpha }的映射，被称作哈特格斯函数（Hartogs's function）。

## 证明
由集合论的一些基本定理可以很容易证明哈特格斯数的存在：
令
{\displaystyle \alpha =\{\beta \in \mathbf {Ord} |\exists i:\beta \hookrightarrow X\}}
为所有满足“存在从该序数{\displaystyle \beta }到集合{\displaystyle X}的单射”的序数{\displaystyle \beta }组成的类。
首先，我们来证明{\displaystyle \alpha }是集合：
1. 由幂集公理，{\displaystyle X\times X}是集合。
2. 再由幂集公理，{\displaystyle {\mathcal {P}}(X\times X)}是集合。（列舉出任意二元關係）
3. 由分离公理，{\displaystyle X}的所有自反良序子集组成的类{\displaystyle W}是集合（因为它是从{\displaystyle {\mathcal {P}}(X\times X)}中分离得到）。（從任意二元關係選出自反良序的二元關係）
4. 由替换公理可知，{\displaystyle W}中良序集的序类型(已知每一个严格良序集都对应一个唯一的序数)是集合——该集合正是{\displaystyle \alpha }。

接下来，由于屬於{\displaystyle \alpha }的元素皆是传递集(证明概要: 对于属于 {\displaystyle \beta } 的 {\displaystyle \gamma }，我们总能构造一个从 {\displaystyle \gamma } 到 {\displaystyle X} 的单射，该单射来源于从 {\displaystyle \beta } 到 {\displaystyle X} 的单射)，而參照传递集的定義，其元素為其子集，那麼便形成單射，於是乎便屬於{\displaystyle \alpha }。因此{\displaystyle \alpha }是序数。更进一步地，不存在从{\displaystyle \alpha }到{\displaystyle X}的单射——否则就会导致{\displaystyle \alpha \in \alpha }的矛盾。最后，{\displaystyle \alpha }也是满足这一性质的最小序数，否则，如果有一序数{\displaystyle \beta <\alpha }，那么{\displaystyle \beta \in \alpha }，也就是说{\displaystyle \exists i:\beta \hookrightarrow X}。
而不存在{\displaystyle \alpha }到{\displaystyle X}的单射也就意味着{\displaystyle \alpha }与{\displaystyle X}的任意子集都不等势。

## 历史评价
值得一提的是，在1915年，哈特格斯能够使用的数学工具中既不包括冯·诺伊曼序数也不包括替换公理，因此他的结论是单纯建立在策梅洛集合论上的，导致其与现今的阐述有很大的不同。相反地，他当时考虑的是{\displaystyle X}的良序子集的同构类的集合，以及这一集合上“{\displaystyle A<B}当且仅当{\displaystyle A}同构于{\displaystyle B}的真前段”的关系。哈特格斯证明了存在一个良序集大于{\displaystyle X}的任意良序子集。（这是历史上第一次真正构造出不可数良序集。）然而，他的真正目的其实是证明基数三分法可以推出（十一年前被提出的）良基定理（进一步则等价于选择公理）。